# Втрати Су-24 ВПС України з 2022
В статті перераховано втрати ВПС літаків типу Су-24 "Фехтувальник" з моменту введення військового стану знаходяться на озброєнні тільки в єдиній бригаді 7 Хмельницькій

## Втрати у повітрі
| №   | Дата події      | бортовий номер | Пілот                                                   | Бригада | Місце                    | Обставини         |
| --- | --------------- | -------------- | ------------------------------------------------------- | ------- | ------------------------ | ----------------- |
| 1.  | 24 лютого 2024  | білий 20       | Куликов Дмитро — майор                                  | 7 БрТА  | Київська область         | Збитий у повітрі  |
| 2.  | 27 лютого 2024  | Білий 77       | Білоус Роман — майор                                    | 7 БрТА  | Київська область         | Збитий у повітрі  |
| 3.  | 1 березня 2024  |                | вижив                                                   | 7 БрТА  | Черкаська область        | Зазнав катастрофи |
| 4.  | 2 березня 2024  | білий 22       | Коваленко Микола — полковник                            | 7 БрТА  | Житомирська область      | Збитий у повітрі  |
| 5.  | 9 березня 2024  | Білий 26       | вижив                                                   | 7 БрТА  | Черкаська область        | Зазнав катастрофи |
| 6.  | 12 березня 2022 | Білий 45       | Ошкало Валерій — підполковник                           | 7 БрТА  | Херсонська область       | Збитий у повітрі  |
| 7.  | 21 березня 2022 | Білий 30       | Ходаківський В'ячеслав — майор                          | 7 БрТА  | Дніпропетровська область | Збитий у повітрі  |
| 8.  | 22 березня 2022 | Білий 49       | Коваленко Олексій — майор, начальник служби безпеки     | 7 БрТА  | Харківська область       | Збитий у повітрі  |
| 9.  | 30 березня 2022 | Білий 44       | Сікаленко Максим — майор командир бригади               | 7 БрТА  | Кіровоградська область   | Погодні умови     |
| 10. | 30 квітня 2022  |                | вижив                                                   | 7 БрТА  | Кіровоградська область   | Збиття            |
| 11. | 6 травня 2022   | Білий 12       | вижив                                                   | 7 БрТА  | Миколаївська область     | Збитий            |
| 12. | 19 травня 2022  | Білий 69       | Хмара Ігор — підполковник командир ескадрильї           | 7 брТа  |                          | Збитий у повітрі  |
| 13. | 22 червня 2022  | Білий 84       | Матюшенко Михайло — полковник командир авіаційної ланки | 7 БрТА  | Чорне море               | Збитий у повітрі  |
| 14. | 29 вересня 2022 | Білий 28       | Соловйов Євгеній — підполковник вижив                   | 7 БрТА  | Миколаївська область     | Збитий у повітрі  |
| 15. | 12 жовтня 2022  | Жовтий 59      | Бортник Дмитро — майор                                  | 7 БрТА  | Полтавська область       | Збитий у повітрі  |
| 16. | й березня 2023  | Білий 66       | Волинець Віктор — підполковник                          | 7 БрТА  |                          | Збитий у повітрі  |

## На землі
27 лютого 2022 чотири літаки типу Су-24 знищені в Луцьку
В лютому 2022 Су-24 бортовий номер 08 зазнав катастрофи в Черкаській області
16 червня 2022 Су-24 знищений 
24 липня 2022 Су-24